# Ricardo Corazón de Cardo
Ricardo Corazón de Cardo es una colección de libros de humor juveniles protagonizados por el personaje homónimo, un caballero que se distingue por ser un inútil, un mentiroso compulsivo y un tremendo insensato. 

## Autores
Los autores escritores de la colección son Pierdomenico Baccalario y Alessandro Gatti con ilustraciones de Andrea Castellani. Es editada en Italia por ediciones EL y en España por la editorial Susaeta.

## Personajes Principales
- Ricardo: un joven caballero completamente inútil pero con habilidad para llevar a cabo hazañas extravagantes. Nunca ha salido de Peña Fangosa hasta que es armado caballero debido a una confusión y en ese punto comienzan sus aventuras.
- Nispero: es el inseparable escudero de Ricardo, tiene un apetito inagotable.
- Conde Rotofredo: Es el padrastro de Ricardo, no confía demasiado en él pero como sufre de gota Ricardo es enviado a encontrar una cura para su enfermedad.
- Titan: el gigantesco e indomable caballo negro de Ricardo.
- Agustín: el mulo de Nispero.

## Títulos de la Colección
- 1. El héroe de Peña Fangosa.
- 2. El bandido Malcanalla.
- 3. En el torneo de Montebaboso.
- 4. El cruzado resfriado.
- 5. El asedio de Peña Fangosa